# Pristimantis yustizi
Pristimantis yustizi är en groddjursart som först beskrevs av Barrio-Amorós och Chacón-Ortiz 2004.  Pristimantis yustizi ingår i släktet Pristimantis och familjen Strabomantidae. IUCN kategoriserar arten globalt som otillräckligt studerad. Inga underarter finns listade i Catalogue of Life.